# شبه‌جزیره میئورا

شبه‌جزیره میئورا (به ژاپنی: 三浦半島 Miura-hantō) یک شبه‌جزیره است که در استان کاناگاوا در ژاپن قرار دارد. 